# Mark Harris (politico)
Mark Everette Harris (Winston-Salem, 24 aprile 1966) è un politico statunitense, membro della Camera dei Rappresentanti per lo stato della Carolina del Nord dal 2025.

## Biografia

### Formazione e primi anni
Nato a Winston-Salem, Harris studiò scienze politiche presso l'Appalachian State University e in seguito conseguì un Master of Divinity e un Doctor of Ministry presso la Southeastern Baptist Theological Seminary. Divenne quindi un pastore battista, servendo dapprima a Clemmons e ad Augusta e poi a Charlotte e Mooresville.

### Carriera politica

#### Prime candidature
Entrato in politica con il Partito Repubblicano, nel 2014 si candidò al Senato per il seggio detenuto dalla democratica Kay Hagan, ma finì solo terzo nelle primarie alle spalle di Thom Tillis e Greg Brannon, raccogliendo il 17,5% dei voti.
Due anni più tardi, Harris si candidò alla Camera dei Rappresentanti sfidando nelle primarie repubblicane il deputato in carica Robert Pittenger; dopo un riconteggio, Pittenger fu dichiarato vincitore con un margine di 134 voti.

#### Candidatura del 2018 e scandalo
Nel 2017 lasciò il suo incarico di pastore, candidandosi nuovamente alla Camera contro Pittenger. Questa volta, Harris prevalse su Pittenger con una differenza pari a 828 voti.
Nelle elezioni generali, Harris affrontò il democratico Dan McCready e, dopo lo spoglio, risultò in vantaggio di 905 voti. Tuttavia, alcune persone denunciarono brogli nelle procedure di spoglio dei voti, cosicché il consiglio elettorale votò all'unanimità per il rifiuto di certificazione dell'esito.
A seguito dell'avvenuto, furono condotte delle indagini approfondite sulla figura di McCrae Dowless, un collaboratore che Harris aveva assunto nonostante avesse già utilizzato tattiche poco trasparenti in precedenti campagne elettorali, come riportò il Washington Post. Anche il figlio di Harris affermò di aver messo in guardia il padre da Dowless; Harris si difese sostenendo di aver creduto che il suo collaboratore operasse in maniera lecita.
Harris chiese di essere certificato come vincitore, ma la sua istanza venne respinta anche in tribunale. Il Partito Repubblicano supportò apertamente il suo esponente, definendolo "una vittima innocente".
A causa dello scandalo, vennero ordinate nuove elezioni, alle quali Harris non prese parte, ufficialmente per motivi di salute.
Nel 2019, McCrae Dowless fu arrestato, con l'accusa di brogli elettorali e ostruzione alla giustizia. Le accuse contro Dowless caddero nel 2022, in seguito all'avvenuta morte dell'uomo.

#### Candidatura del 2024 ed elezione
Nel 2024, Harris annunciò la propria intenzione di candidarsi nuovamente alla Camera, a sei anni di distanza dallo scandalo che l'aveva riguardato; affermò che il seggio gli fosse stato rubato e impostò la campagna elettorale caratterizzandola come una rivincita personale. Si aggiudicò le primarie superando di misura la soglia del 30% necessaria ad evitare il ballottaggio e, nelle elezioni generali, risultò vincitore con il 59,6% dei voti.

### Posizioni politiche
Nel 2014 dichiarò di essere favorevole ad una riforma che escludesse dalle misure di previdenza sociale i cittadini di età inferiore a cinquant'anni.
Nel 2018 sostenne l'abolizione del Dipartimento dell'istruzione degli Stati Uniti d'America.
Riferendosi all'Islam lo definì come "pericoloso" e come un prodotto di Satana. Affermò che il terrorismo non fosse un'aberrazione dell'Islam ma rispecchiasse la sua vera essenza e che non fosse possibile giungere ad una pace tra islamici ed ebrei a meno di una conversione al cristianesimo.
In alcuni sermoni si interrogò sul ruolo femminile all'interno della società, chiedendosi se la carriera fosse realmente "la scelta più sana" per le donne.
Si schierò contro il diritto all'aborto e contro l'omosessualità. In un evento pubblico, citò il "decadimento morale" della nazione, ricordando i tempi in cui l'omosessualità era illegale. Guidò un gruppo cristiano che si batteva per l'approvazione di una misura volta a bandire il matrimonio tra persone dello stesso sesso; l'emendamento venne dichiarato incostituzionale e Harris commentò la notizia dichiarando: "Uno dei colpi più devastanti allo stile di vita americano è stato il crollo dell'unità familiare. Un matrimonio è composto da un uomo e una donna. La Corte Suprema, con una decisione di 5 a 4, ha deciso diversamente".
Condusse inoltre una campagna pubblica per l'approvazione di una legge che imponesse l'utilizzo di bagni e spogliatoi solo secondo il genere biologico di appartenenza; tale legge venne abrogata nel 2017 dopo le numerose proteste della comunità transgender. Lavorò per conto del Family Research Council, un think tank conservatore che appoggiava la terapia di conversione per gli omosessuali.